# Miloš Bobocký
Miloš Bobocký, né le 20 janvier 1922, à Bratislava, en Tchécoslovaquie et mort le 5 mars 2016, à Bratislava, en Slovaquie, est un ancien joueur tchécoslovaque de basket-ball.

## Palmarès
- Champion d'Europe 1946
- Finaliste du championnat d'Europe 1947